# 宣姜 (卫襄公夫人)
宣姜（？—前522年），姜姓，春秋时期卫国的君夫人，丈夫是卫襄公。
卫襄公夫人姜氏无子，宠姬婤姶生了公孟絷和公子元。前535年（鲁昭公七年、卫襄公九年），公子元即位为卫灵公。公子朝私通襄夫人宣姜，害怕事情败露，所以想要作乱作亂。前522年（鲁昭公二十年、卫灵公十三年），公子朝联合齊豹、北宮喜、褚師圃作亂。卫灵公灭齊氏，八月辛亥，公子朝、褚師圃、子玉霄、子高魴出奔晋国。閏八月戊辰，卫国殺宣姜。